# Hunhoi
Hunhoi (dän.: Hunhøj, auch Hundhøj und Hunhoved) ist eine Ortslage von Niesgrau, Schleswig-Holstein, zwischen Kappeln und Flensburg in der Landschaft Angeln an der Ostsee.
Der Ortsname setzt sich zusammen aus den Bezeichnungen für Hund und für Hügel bzw. Grabhügel (dän. høj) und bedeutet somit etwa Hundehügel oder Hundehöhe. Der zweite Namensbestandteil -hoi wurde im Dänischen zum Teil zu hoved (Haupt) umgedeutet und ist im Niederdeutschen mit Kopp wiedergegeben worden. Entsprechend wurde der Ort 1690 als Hunnenkopp verzeichnet. Die Benennung nach einem Tier erfolgte eventuell in einer übertragenen Bedeutung.
Bemerkenswert ist ein reetgedecktes Fachwerkhaus aus dem Jahr 1838. Daneben gibt es eine Gastwirtschaft und mehrere Häuser.